# Józef Tracz
Józef Bronisław Tracz (* 1. září 1964 Żary, Polsko) je bývalý polský reprezentant v zápase. V roce 1992 v Barceloně vybojoval v zápase řecko-římském ve váhové kategorii do 74 kg stříbrnou olympijskou medaili. V roce 1988 v Soulu vybojoval ve stejné kategorii bronzovou medaili, stejného výsledku pak dosáhl v roce 1996 v Atlantě.
V letech 1987, 1993 a 1994 vybojoval stříbrnou medaili na mistrovství světa. Méně se mu dařilo na mistrovství Evropy kde nejlépe dosáhl na 4. místo a to v letech 1988 a 1990.